# Grolim
En el universo ficticio creado por David Eddings en sus novelas "Crónicas de Belgarath" y "Crónicas de Mallorea", los grolims son una de las cinco castas existentes del pueblo de los Angaraks, en concreto los sacerdotes que rinden culto al dios Torak, la deidad del pueblo Angarak. Las otras castas son los Murgos, miembros de la élite; los Nadraks, los Malloreanos y los Tulls, cada una con sus propias características físicas e identidad cultural, pese a pertenecer al mismo pueblo.
Los grolims no tienen características físicas especiales que los hagan obviamente diferentes al resto de los Angaraks, pero debido a su rango de sacerdotes, suelen ir con la cabeza rapada y vestir túnicas negras con capucha, cuyo color interior indica el rango que ostenta cada sacerdote, además de una máscara plateada que imitar a la que usa Torak para cubrirse; también van armadas con un cuchillo ceremonial.
Entre los Angaraks, los grolims son temidos y respetados como sacerdotes de Torak. Son hechiceros, aunque su capacidad depende mucho del rango que tenga, de forma que los de más baja categoría no son capaces de usar la hechicería, y los de más alto rango son capaces de equipararse en poder a los discípulos del dios Aldur. Su poder es también religioso y político, siendo miembros notables dentro de las cortes de cada país Angarak, quienes aceptan no siempre de buena gana, su presencia. Finalmente, su característica más notable es el hecho de que realizan sacrificios humanos para honrar a su dios Torak.
Los sacrificios de los grolims suelen ser de esclavos y presos, y también cualquier desafortunado que se cruce con ellos; mención especial es la de los Angaraks Tulls, quienes son los Angarkas de clase más baja y por tanto los más usados tradicionalmente para sus sacrificios, incluyendo a la nobleza Tull. Por ello, los Tulls sólo les respetan por miedo. 
Estos ritos, en apariencia, son similares a los sacrificios realizados por los Aztecas, ya que el procedimiento también consiste en apoyar al sacrificio humano sobre un altar de piedra, abrir su pecho con un cuchillo, extraer su corazón y depositarlo en una peredero en donde debe arder a modo de ofrenda a Torak; esta llama nunca debe apagarse, y de hacerlo, supone tener que volver a consagrar el templo. 
Dentro de la jerarquía grolim, existen tres sacerdotes que ostentan el rango de "discípulo de Torak", siendo por tanto los más poderosos de su clase y los que dominan sobre todos los demás. Sus nombres son Ctuchik, Zedar y Urvon, el primero afincado en Cthol Murgos (el reino de los Murgos), el segundo es un vagabundo, y el tercero afincado en Mallorea; de ellos tres, Ctuchik y Urvon son discípulos directos, mientras que Zedar lo fue anteriormente de Aldur.
A lo largo de las dos sagas escritas por David Eddings, los grolims son los enemigos recurrentes de los héroes protagonistas, siendo en las diferentes sagas, rivales importantes a abatir.

## Grolims relevantes
- Zandramas
- Ctuchik
- Zedar
- Urvon

- Datos: Q5885885